# بخش بلوا
بخش بلوا (به فرانسوی: Arrondissement de Blois) یک بخش در فرانسه است که در لوآر-ا-شر واقع شده‌است.